# Estado de Kaduna
El estado de Kaduna es uno de los treinta y seis estados pertenecientes a la República Federal de Nigeria.

## Localidades con población en marzo de 2016
- Birnin-Gwari 349,000
- Chikun 502,500
- Giwa 394,700
- Igabi 581,500
- Ikara 262,800
- Jaba 210,500
- Jema'a 375,500
- Kachia 340,900
- Kaduna North 492,100
- Kaduna South 543,600
- Kagarko 322,700
- Kajuru 148,200
- Kaura 235,700
- Kauru 298,700
- Kubau 378,900
- Kudan 187,600
- Lere 458,600
- Makarfi 197,900
- Sabon-Gari 393,300
- Sanga 204,500
- Soba 393,000
- Zangon-Kataf 430,600
- Zaria 549,400

## Territorio y población
Tiene una superficie de 44.217 km², que en términos de extensión es similar a la de Dinamarca. La población se eleva a la cifra de 7.168.052 personas (datos del censo del año 2007). La densidad poblacional es de 155,6 habitantes por cada kilómetro cuadrado de esta división administrativa.